# 藤波京子
藤波 京子（ふじなみ きょうこ、1935年1月3日 - ）は、日本の女性声優。東京俳優生活協同組合所属。

## 略歴
劇団鎌倉座を経て、1970年より東京俳優生活協同組合所属。

## 人物
声種はアルト。
特技は地唄舞（名取）、ゴルフ、フォークダンス。
免許・資格は普通自動車、自動二輪中型。

## 出演作品

### 吹き替え

#### 女優
アン・バンクロフト
- アサシン 暗・殺・者（アマンダ）※テレビ東京版
- キルトに綴る愛（グラディ）
- G.I.ジェーン（リリアン・デヘイヴン）※ソフト版

マギー・スミス
- カルテット! 人生のオペラハウス（ジーン・ホートン）
- 天使にラブ・ソングを…（修道院長）※テレビ版
- 天使にラブ・ソングを2（修道院長）※テレビ版
- ファースト・ワイフ・クラブ（ガニラ・ガーソン・ゴールドバーグ）
- 名探偵登場（チャールストン夫人）

#### 洋画・海外ドラマ
- 愛人/ラマン（母（フレデリック・マイニンガー））※ソフト版
- アウター・リミッツ（キャロル・マックスウェル）※1963年版
- アボンリーへの道（レイチェル・リンド（2代目））
- 荒鷲の翼（ミニー（モーリン・オハラ））※東京12チャンネル新録版
- あるスキャンダルの覚え書き（バーバラ・コヴェット（ジュディ・デンチ））
- アルバレス・ケリー 荒野の大暴走（チャリティ・ワーウィック（ヴィクトリア・ショウ））※テレビ朝日版
- ER緊急救命室
- インディ・ジョーンズ/若き日の大冒険（ヘレン）
- エアポート'77/バミューダからの脱出（エミリー・リビングストン（オリビア・デ・ハヴィランド））※テレビ朝日版
- SF巨大生物の島（メアリー・フェアチャイルド（ジョーン・グリーンウッド））※TBS版
- エニイ・ギブン・サンデー（マーガレット・パグニアーチ（アン・マーグレット））※ソフト版
- 狼の血族（ロザリーンの祖母（アンジェラ・ランズベリー））
- オータム・イン・ニューヨーク（ドロレス・タルボット（エレイン・ストリッチ））
- 奥さまは首相 〜ミセス・プリチャードの挑戦〜（キティ）
- 男の魂（エルザ（ラナ・ターナー））
- 彼が二度愛したS（ウォール街の美女（シャーロット・ランプリング））
- 黄色いロールス・ロイス（エロイーズ・フリントン公爵夫人（ジャンヌ・モロー））
- 救命医ハンク セレブ診療ファイル（ニューバーグ夫人（クリスティーン・エバーソール））
- キューティ・ブロンド/ハッピーMAX（リビー・ハウザー議員（ダナ・アイヴィ））
- くちづけはタンゴの後で（グレース・ウィンターボーン（シャーリー・マクレーン））
- グッド・ワイフ（ジャッキー・フロリック）
- クレイドル・ウィル・ロック（ママ）
- 黒水仙（シスター・クローダー（デボラ・カー））※TBS版
- 刑事コロンボ 偶像のレクイエム（ノーラ・チャンドラー（アン・バクスター））
- 警部マクロード（クリス・コフリン（ダイアナ・マルドー））※NET版
- 決断の3時10分（アリス・エヴァンス（レオラ・ダナ））
- コールド マウンテン（マディ（アイリーン・アトキンス））※テレビ東京版
- コルドラへの道（アデレード（リタ・ヘイワース））※NET版
- サウンド・オブ・ミュージック（エルザ男爵夫人（エリノア・パーカー））※フジテレビ版（製作50周年記念版BD収録）、（修道院長（ペギー・ウッド））※テレビ東京版（製作50周年記念版BD収録）
- サンタクロース（アニヤ・クラウス（ジュディ・コーンウェル））※テレビ朝日版
- CSI:11 科学捜査班（マーゴ・ウィルトン（アン＝マーグレット））
- シシリアン（ジャンヌ（イリナ・デミック））
- ジェシカおばさんの事件簿#10（キャンディス・ドレイク）、#24（アグネス・シプリー）、#31（トゥルーディ・ハワード）
- 死海殺人事件（ウェストホルム卿夫人（ローレン・バコール））
- 死者のあやまち（オリバー（ジーン・ステープルトン））
- 七年目の浮気（ヘレン・シャーマン（イヴリン・キース））※テレビ朝日版
- ジャングル・ジョージ（アースラの母（ホランド・テイラー））
- 17歳のカルテ（ソニア・ウィック医師（ヴァネッサ・レッドグレイヴ））
- 侵略者（ホリノア（ソフィア・ローレン））※フジテレビ版
- 人造人間クエスター（ヘレナ・トリンブル（ダナ・ウィンター））
- スパイ大作戦#80（エヴァ・ゴーラン）、#81・82（メレディス）、#83（ベス）
- 新スパイ大作戦（エメリア・ベレザン）
- 草原の輝き（ミセス・ルーミス（オードリー・クリスティー））※テレビ朝日版
- ソフィア・ローレン　母の愛（カルラ・カッソラ）
- ダイアモンド・ヘッド（フランス・ニュイエン）
- ダニー・ザ・ドッグ（マディ（キャロル・アン・ウィルソン））※テレビ東京版
- 探偵ストレンジ　「夢の殺人事件」（キャロル（シルヴィア・シムズ））
- 泥棒成金（ジェシー・スティーヴンス（ジェシー・ロイス・ランディス））※東京12チャンネル版
- ナイト&デイ（モリー（セリア・ウェストン））
- ナイトライダー シーズン1 #5（マギー・フリン（キャロル・クック））
- ながれ者（エレノア・パーカー）※TBS版
- 七日間の休暇（ルシル・ボール）
- ハード・ウェイ（アンジー（ペニー・マーシャル））※DVD・ビデオ版
- バイオ・エイリアン/新種誕生（マーウェラ・ハービソン（ヘレン・ヒューズ））
- 八月の鯨（セーラ・ウェッバー（リリアン・ギッシュ））※VHS・BD版
- ハリウッドランド（ヘレン・ベッソロ（ロイス・スミス））
- 巴里のアメリカ人（ミロ（ニナ・フォック））※TBS版
- 陽のあたる教室（ヘレン・ジェイコブズ校長（オリンピア・デュカキス））※テレビ朝日版
- ピンクの豹（シモーヌ・クルーゾー（キャプシーヌ））※テレビ版
- ファニーとアレクサンデル（ヘレナ（グン・ヴォールグレーン））
- フィラデルフィア・エクスペリメント（パメラ（ルイーズ・ラサム））※テレビ朝日版
- 不機嫌な赤いバラ（テス・カーライル（シャーリー・マクレーン））
- フルハウス（リズ・ラーソン）
- プロテクター電光石火（キャロライン・ディ・コンティーニ伯爵夫人）
- 新・弁護士ペリーメイスン（秘書デラ・ストリート（バーバラ・ヘイル））
- ホーム・アローン2（鳩おばさん（ブレンダ・フリッカー））※フジテレビ版
- ボードウォーク・エンパイア 欲望の街
- ポセイドン・アドベンチャー（ベル・ローゼン（シェリー・ウィンタース）[4]）※テレビ朝日版
- ポルターガイスト（レシュ博士（ビアトリス・ストレイト））※テレビ朝日版
- 魔術師 MERLIN（メアリー・コリンズ）
- マンハッタン・ラプソディ（ハンナ・モーガン（ローレン・バコール））
- ミセスと幽霊（キャロリン・ミュア（ホープ・ラング））
- 名探偵ポワロ ※NHK版
  - 「二重の罪」（ミス・ペン）
  - 「なぞの遺言書」（カンピオン）
  - 「ひらいたトランプ」（ミセス・オリヴァー（ゾーイ・ワナメイカー））
- モロッコ（アミー・ジョリー（マレーネ・ディートリッヒ））※NET版
- モン・パリ（ドゥラーヴィーニュ（ミシュリーヌ・プレール））
- ヤムヤム・ガール（アイリーン（エディ・アダムス））
- 許されざる者（ストロベリー・アリス（フランシス・フィッシャー））※ソフト版
- 夜の豹（ヴェラ・シンプソン夫人（リタ・ヘイワース））
- 連邦警察（ルーシー（ヴェラ・マイルズ））※NHK版
- ロイヤル・スキャンダル ～エリザベス女王の苦悩～（エリザベス女王〈70代〉（ダイアナ・クイック））
- ローゼンクランツとギルデンスターンは死んだ（ガートルード王妃（ジョアンナ・マイルズ））
- 惑星「犬」。（グレートデーン陛下（ヴァネッサ・レッドグレイヴ））
- 私を忘れないで（リジヤ（イーヤ・サビーナ））

#### アニメ
- ヴァン・ヘルシング アニメーテッド（ヴィクトリア女王）

### テレビアニメ
- MONSTER（2004年） - リーベルト夫人

### ドラマCD
- 西洋骨董洋菓子店（2002年） - 白井富貴子

### 特撮
- ウルトラマンティガ（異次元魔女の声）
- チビラくん（ママゴンの声）